# La Dosis
La Dosis est un groupe de rock tapatío fondé en 1996 et dissous en 2001. Ses membres sont originaires de Guadalajara, dans l'État de Jalisco.

## Discographie
- La Dosis (Columbia, 1996)
- Radio Acapulco (1997)
- Hydro (Sony, 1998)

## Membres
- Sara Valenzuela
- Tlemilco Lozano
- Aldo Ochoa
- Ricardo Arreola
- Gilberto Cervantes
- Niina Venäläinen
- Giancarlo Fragoso